# Битва під Барнетом
Битва під Барнетом — битва, що відбулась 14 квітня 1471 року між військами Ланкастерів та Йорків у часи Війни Червоної та Білої троянд. Ця битва, поряд із битвою під Тьюксбері, дозволила утриматись на троні королю Едуарду IV з дому Йорків. Армія Ланкастерів була вщент розбита, а її керівник, граф Ворік, який отримав прізвисько «Творець королів», був убитий. Битва була однією з найвизначніших подій війни і стала переламною подією у боротьбі двох аристократичних домів. Після неї англійський трон на 14 років перейшов у володіння дому Йорків. Позбавлені підтримки могутнього графа Воріка, Ланкастери невдовзі були остаточно розбиті у битві під Тьюксбері.

## Передісторія
У 1461 році в рамках конфлікту, що отримав в історичній літературі назву «Війна Червоної та Білої троянд», дім Йорків, здобувши перемогу у боротьбі зі своїми супротивниками Ланкастерами, захопив англійський престол та владу в королівстві. Король Генріх VI з дому Ланкастерів потрапив у полон 1465 року й був ув'язнений в Тауері, а його місце посів новий король Едуард IV з дому Йорків. Королева Маргарита Анжуйська та її син Едуард Вестмінстерський втекли до Шотландії, де організували спротив проти Йорків, що захопили владу. Едуард IV придушив усі виступи та змусив шотландських володарів вигнати з країни Ланкастерів, які були змушені тікати до Франції. Йорки щедро нагороджували своїх прибічників високими титулами й землями, конфіскованими у прибічників Ланкастерської знаті. В числі найближчих соратників Йорків був і впливовий граф Ворік, однак розбіжності з приводу політики нового короля зіпсували стосунки Едуарда IV зі своїм союзником, що відіграв ключову роль у його сходженні на престол. Ворік планував одружити короля із французькою принцесою Боною Савойською й, таким чином, домогтись союзу двох королівств. Однак молодий король віддавав перевагу Бургундії, а у 1464 році таємно обвінчався з Єлизаветою Вудвіль, чим тільки посилив невдоволення графа Воріка. Будучи бідною вдовою ланкастерського союзника Джона Грея, Єлизавета була неприйнятною кандидатурою на титул англійської королеви. На її прохання чоловік подарував рідні Єлизавети безліч титулів і земель, а також організував весілля між дівицями роду Вудвіль та належними кандидатами з дому Йорків, тим самим знизивши шанси для успішного шлюбу дочок самого Воріка. Його подальше становище сильно похитнулось у зв'язку з двома подіями: вкрай непопулярним шлюбом 60-річної тітки графа Катерини Невілльської та 20-річного брата королеви Джона Вудвіля, що спричинив засудження в суспільстві. Іншою подією стало весілля нареченої племінника Воріка з сином королеви, Томасом Греєм, схвалене самим королем. Пригнічений цими подіями, Ворік планував відновити свій втрачений вплив при англійському дворі. Окрім того, Ворік також міркував про усунення короля Едуарда і сходження на престол його молодшого брата Джорджа Плантагенета, друга та союзника Воріка.
Спровокувавши кілька повстань на півночі, Ворік змусив короля виступити у похід на північ, у той час, як більшість його прихильників проживали на півдні країни. Через чисельну перевагу своїх противників король був змушений відступити, паралельно дізнавшись про те, що Ворік і Джордж Плантагенет відкрито підтримували повстанців і перейшли на бік противника. У битві при Еджкот Мур 26 липня 1469 року Ворік розбив королівські війська та, знайшовши короля залишеним його прибічниками, супроводив його до свого замку ніби для захисту. Прибічники Ланкастерів одразу ж скористались ув'язненням короля як приводом для розпалювання повстань усією країною. Однак через те, що більшість йоркських воєначальників відмовились підкорятись наказам Воріка, останній був змушений випустити короля на волю. Знову посівши престол, Едуард не став відкрито переслідувати Воріка, однак граф не без підстав вважав, що король зачаїв на нього велику образу. У зв'язку з цим Ворік організував нове повстання, що мало на меті усунення короля Едуарда IV й заміну його лояльним Джорджем Плантагенетом. Як би там не було, змовники були змушені тікати до Франції після поразки повстанців під Лоскот Філдом у 1470 році. Невдовзі король дізнався про зраду Воріка. В угоді, укладеній з французьким королем Людовіком XI, Ворік погодився служити дому Ланкастерів. Очоливши Ланкастерську армію, Ворік висадився в Англії у 1470 році, змусивши короля шукати притулку в Бургундії. Англійський трон тимчасово перейшов до Генріха VI. 14 березня 1471 року Едуард IV на чолі вірних йому військ висадився в Англії, а за місяць очолив свої війська у битві під Барнетом.

## Розстановка сил
14 березня 1471 року війська короля Едуарда висадились у Ревенсперні й рушили на Йорк. Як хитрощі Едуард проголосив, що він повернувся тільки, щоб відновити отриманий від батька титул герцога Йоркського, не претендуючи на англійську корону. Зібравши достатньо сил, король, порушивши попередні запевнення, вирушив маршем на Лондон на чолі своєї армії. Його війська взяли в облогу Воріка у Ковентрі, марно змушуючи враженого зрадами графа прийняти бій. Розчарувавшись у своїх спробах, король повернув на Лондон. Ворік, сподіваючись, що жителі Лондона не пустять Едуарда до міста, йшов слідом за королем. Всупереч його очікуванням, містяни гаряче вітали свого короля. Старий Генріх VI, позбавлений усілякої підтримки, тепло вітав свого узурпатора та навіть запропонував себе як заручника.
Тим часом ланкастерські розвідники зайняли містечко Барнет за 19 кілометрів на північ від Лондона, однак їх звідти вибили. Їхні головні сили зайняли позиції на висотах на північ від Барнета, де почали підготовку до битви. Ворік вишикував свої війська в лінію зі сходу на захід. Граф Оксфорд очолив правий фланг, граф Ексетер — лівий. Граф Монтегю, брат Воріка, командував центром, а Ворік узяв на себе командування резервами. Граф змістив лінію своїх військ на захід. Війська Воріка значно переважали за чисельністю війська короля Едуарда. Ланкастери зібрали під свої прапори 10-30 000 воїнів, натомість Йорки мали армію лише у 7-15 тисяч солдат. Стикнувшись із цією проблемою, Едуард вирішив організувати раптовий напад на табір противника і негайно почав його здійснювати. Прибувши до Барнета ввечері та привівши з собою полоненого Генріха VI, Едуард почав розставляти війська, навіть не знаючи точного місцезнаходження супротивника. Гастінгс очолив лівий фланг, граф Глостер — правий. Едуард також виділив резерв, готовий кинутись до бою у вирішальний момент битви. Ближче до ранку король розробив раптовий план нападу на позиції противника. Дотримуючись тиші, армія Йорків безшумно наблизилась до позицій ворога.
Тим часом, вночі за наказом Воріка артилерія Ланкастерів безперервно обстрілювала ймовірні позиції Йорків, однак завдяки непомітному переміщенню йоркістська армія уникнула вогню ворожих гармат. Зі свого боку гармати Йорків мовчали, щоб зберегти маневри йоркської армії у суворій таємниці. Після того, як армії зупинились на відпочинок, Монтегю порадив Воріку битись у пішому строю, щоб підняти низький бойовий дух своїх воїнів: на думку простих воїнів, командир, що бився верхи, може залишити військо у критичний момент бою. Подібним актом брати показували, що вони готові битись на смерть й померти на полі бою у разі необхідності.

## Битва

Початкова фаза бою

Заключна фаза бою

О 4:00 обидві армії прокинулись і приготувались до битви. Едуард, що планував несподівану атаку, швидко підняв своїх людей для нападу на Ланкастерську армію. На початку битви з обох сторін відкрили вогонь лучники й артилеристи. На полі бою стояв густий ранковий туман, тому війська, що мали бажання стати до ближнього бою, не могли виявити супротивника через те, що армії були сильно зміщені стосовно одна одної. Тим самим перед обома арміями відкривалась можливість силами правого флангу охопити і знищити лівий фланг супротивника.
Ланкастерці першими виявили цю перевагу. Війська Джона де Вера, графа Оксфорда швидко перекинули воїнів Гастінгса на лівому фланзі йорків. Йоркісти, яких переслідував супротивник, втекли до Барнета. Багато хто з йоркістів навіть досягнув Лондона, де розповідали про поразку Едуарда й повну перемогу дому Ланкастерів. Менше з тим, загін графа Оксфорда в процесі переслідування швидко розсіявся місцевістю й узявся грабувати Барнет. Закликаючи війська до порядку, де Вер зміг зібрати тільки 800 солдат, з якими повернувся на поле бою. Через густий туман видимість була мінімальною, та, на щастя для Йорків, армії не побачили перемоги військ Оксфорда над військами Гастінгса. Тим часом, граф Глостер своєю атакою завдав суттєвого удару по лівому флангу ланкастерців графа Екстера та змусив його відступити. Цей успіх був незначним у порівнянні з успіхом де Вера. Однак тиск, здійснений йоркістами на лівий фланг армії Воріка, змістив весь бойовий порядок ланкастерців. Побачивши таке становище, Ворік направив свої резерви на допомогу Екстеру, а також у центр бою, де тривала запекла сутичка. Поступово бойова лінія вирівнялась та навіть схилилась на південний схід.
Тим часом, загублений в тумані, граф Оксфордський нарешті прибув у тил союзних військ зі своїм загоном. Як емблема на прапорі графа була фамільна срібна зірка, яку у щільному тумані сплутали з емблемою дому Йорків — сонцем, що сходить, і ланкастерці засипали стрілами свої ж війська . Де Вер і його люди негайно заволали про зраду. Будучи переконаними прибічниками Ланкастерського дому, вони сумнівались в лояльності Монтегю, який ще не так давно заплямував себе зрадою. Оксфорд повернув назад і разом з військами залишив поле бою. Крики про зраду були почуті і швидко розповсюдились у ланкастерському війську, одразу ж спричинивши страх і паніку серед солдат. Коли туман почав розсіюватись, Едуард побачив безлад, що панує у ворожому центрі, й негайно вислав у бій резерви, що прискорили розпад і дезорганізацію ланкастерської армії. У загальному хаосі Монтегю був убитий невідомим бійцем. Побачивши загибель брата, Ворік зрозумів, що битву програно. У спробі врятуватись він направився до коней.
Розуміючи, що перемога у нього в руках і Ворік буде корисним скоріше живим, аніж мертвим, Едуард відрядив загін з наказом захопити Воріка у полон. Незважаючи на королівський наказ, решта йоркістських солдат, які не чули про нього, наздогнали Воріка першими й закололи його. Посланці короля застали графа вже мертвим. Битва тривала 2-3 години й вартувала величезних втрат Ланкастерському дому. Різні джерела наводять різні оцінки втрат. Ланкастерська армія втратила від 1500 до 4000 солдат. Втрати Йорків були приблизно удвічі нижчими.

## Значення
Битва під Барнетом стала переламним моментом у боротьбі Ланкастерів та Йорків. Королева Маргарита, що висадилась з військами у Веймуті у день битви, прийшла у відчай від звістки про розгром ланкастерців під Барнетом. Незважаючи на поразку, ланкастерці, що вціліли та прибували до табору королеви, бачили в її особі символ відродження могутності дому Ланкастерів. Тим часом король Едуард, якого сповістили про маршрут супротивника, наздогнав і розгромив Ланкастерів у битві під Тьюксбері. Англійська корона на довгих 14 років перейшла до рук Йоркської династії.